# Stephan Schesch
Stephan Schesch (* 1967 in München) ist ein deutscher Filmproduzent.

## Leben
Nach einem Stipendium an der französischen „Academie Carat“ arbeitete Schesch zunächst als Referent in der Unterhaltungsredaktion von RTL und der Programmdirektion von SAT.1. Durch ein Praktikum bei der Animationsproduktionsfirma Film Roman in Los Angeles spezialisierte er sich auf den Bereich diesen Bereich. Als Chefentwickler der „Trickompany“ zeichnete er verantwortlich für die TV Zeichentrickserie Max & Moritz, die mit dem Erich Kästner-Preis ausgezeichnet wurde, sowie für die Zeichentrickserie Nick & Perry. Als Koproduzent wirkte er an den Kinoerfolgen Werner – Volles Rooäää!!! und Kleines Arschloch mit. 
Als Berater war Stephan Schesch unter anderem für Columbia TriStar, Saban, Bavaria Film und Hahn Film tätig. Als Geschäftsführer arbeitet er für Ellipse Deutschland und Odeon Animation.
1999 gründete er die Schesch Filmproduktion und produzierte unter anderem Das Gespenst von Canterville (ausgezeichnet mit dem bayerischen Fernsehpreis 2005) und Die Höhle des gelben Hundes von Byambasuren Davaa, (ausgezeichnet mit dem deutschen Filmpreis 2006). 
Von 2004 bis 2007 war Schesch Produzent und Geschäftsführer der Animation X, wo er den Zeichentrickfilm Die drei Räuber von Hayo Freitag (ausgezeichnet mit dem Publikumspreis auf dem Festival d’Animation Annecy 2008) produzierte. Zum Jahreswechsel 2008 übernahm Schesch als Alleingesellschafter die Animation X und verschmolz sie mit seiner eigenen Firma zur Schesch Filmkreation GmbH & Co KG.
Als Autor, Produzent und Regisseur realisierte er den Kinozeichentrickfilm Der Mondmann nach dem Bilderbuch von Tomi Ungerer. Der Film feierte seine Welturaufführung auf dem Animations Festival in Annecy/Frankreich und seine Deutschlandpremiere auf dem Filmfest München 2012. Am Jahresende 2013 wurde Der Mondmann auf dem Ale Kino+-Kinderfilmfestival in Poznań, Polen, von einer Lehrerjury mit dem „Teacher’s Award for best full-length film for children“ ausgezeichnet.
Schesch ist Mitglied der deutschen Filmakademie.

## Filmografie
- 1987: La Matina, Video, 15-minütiger Kurzfilm
- 1989: Pick Up, 10-minütiger Kurzfilm
- 1991: Quintessence, TV Game Show Pilot – 4 × 26 Min.
- 1996: Werner – Das muss kesseln!!!, Kinozeichentrickfilm
- 1997: Kleines Arschloch, Kinozeichentrickfilm
- 1997: Max & Moritz, Zeichentrickserie, 39 × 7 Min.
- 1997: Nick & Perry – Die Alien Hunde, Zeichentrickserie, 52 × 12 Min.
- 1998: Piratenfamilie I, Zeichentrickserie, 26 × 26 Min.
- 1999: Who Saw The Man Who Crossed The Planet, 15-minütiger Kurzfilm
- 1999: Das Gespenst von Canterville
- 1999: Hood
- 2000: Der kleine König Macius
- 2001: Frog
- 2001: Piratenfamilie II
- 2005: Die Höhle des Gelben Hundes
- 2007: Die drei Räuber
- 2012: Der Mondmann